# Зарница (Запорожская область)
Зарница (укр. Зірниця) — село,
Барвиновский сельский совет,
Новониколаевский район,
Запорожская область,
Украина.
Код КОАТУУ — 2323680403. Население по переписи 2001 года составляло 92 человека.

## Географическое положение
Село Зарница находится в 1,5 км от правого берега реки Солёная,
на расстоянии в 1,5 км от села Неженка и в 2,5 км от села Риздвянка.
По селу протекает пересыхающий ручей с запрудой.

## История
- 1923 год — дата основания.